# Mailahalli, Belur
Mailahalli là một làng thuộc tehsil Belur, huyện Hassan, bang Karnataka, Ấn Độ.